# Samieira
Santa María de Samieira é uma freguesia do concelho de Poio, Galiza, Espanha. Segundo o padrón autárquico  de 2013 tinha 1 057 habitantes (537 mulheres e 520 homens) distribuídos em 12 núcleos de população, o que supõe um descenso em relação ao ano 2000 quando tinha 1 066 habitantes.

## Geografia
Situada na parte setentrional de Ria de Pontevedra. O território da freguesia estende-se desde o mar até o monte, limitando ao norte com as freguesias de Simes (Meaño), A Armenteira (Meis) e Dorrón (Sanxenxo); ao sul com o mar; ao este com a freguesia de Combarro (Poio) e ao oeste com a freguesia de Raxó (Poio).

## História

### Lenda do sino da igreja
A lenda mais conhecida e divulgada do local explica como se originou a crença popular de que o sino de Samieira é o que melhor ressoa dentre todos os das igrejas do meio.

## Património
Samieira possui um formoso conjunto de património etnográfico, valorizado durante vários séculos. 
Além disso, são de destacar na zona os achados da Idade do Bronze: 
- Gravados prehistóricos de arte rupestre.
- Depósito de machados de topo.

## Galeria de imagens

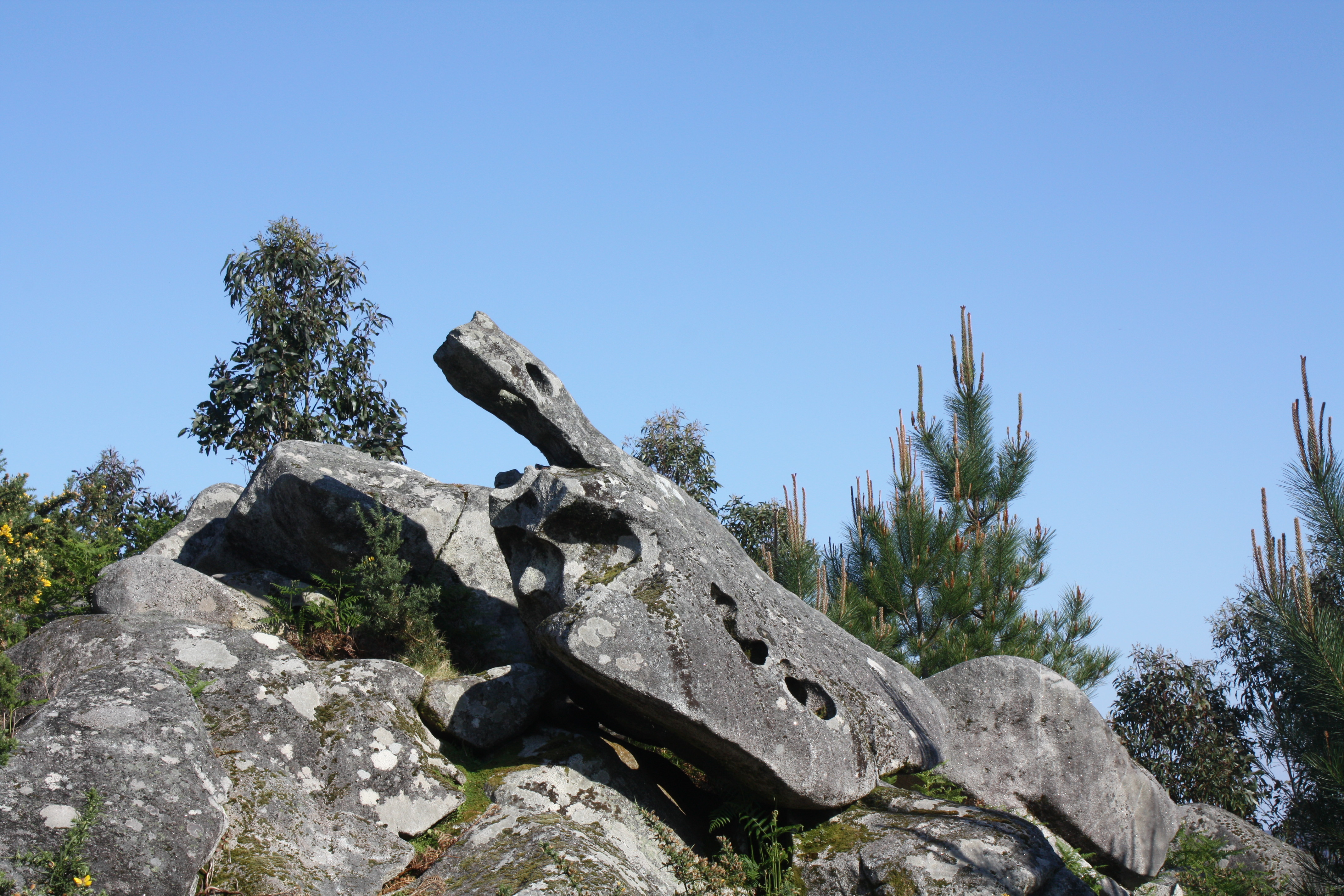
Poio, Samieira, Outeiro da Tartaruga.
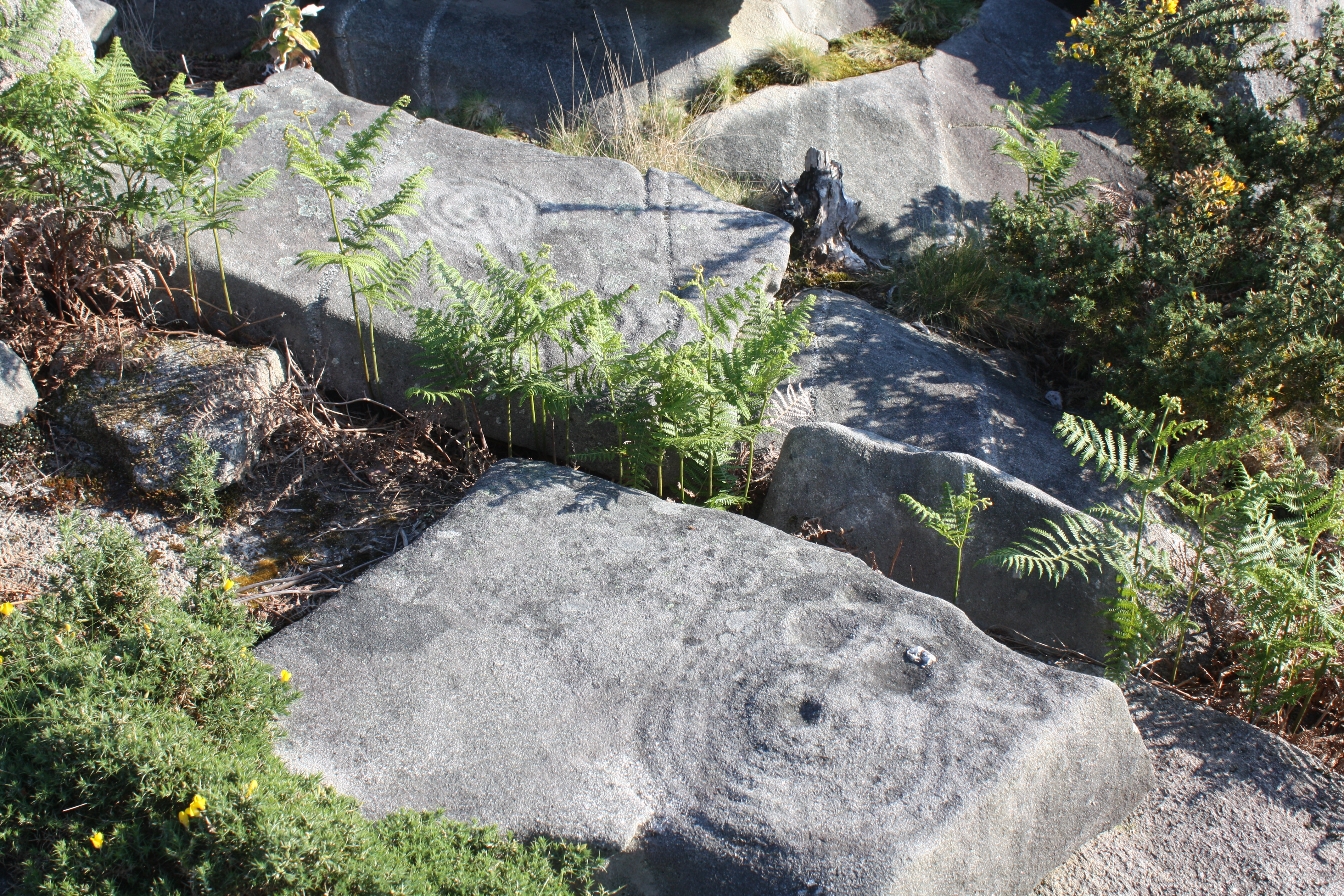
Poio, Samieira, petróglifo do Outeiro da Tartaruga.
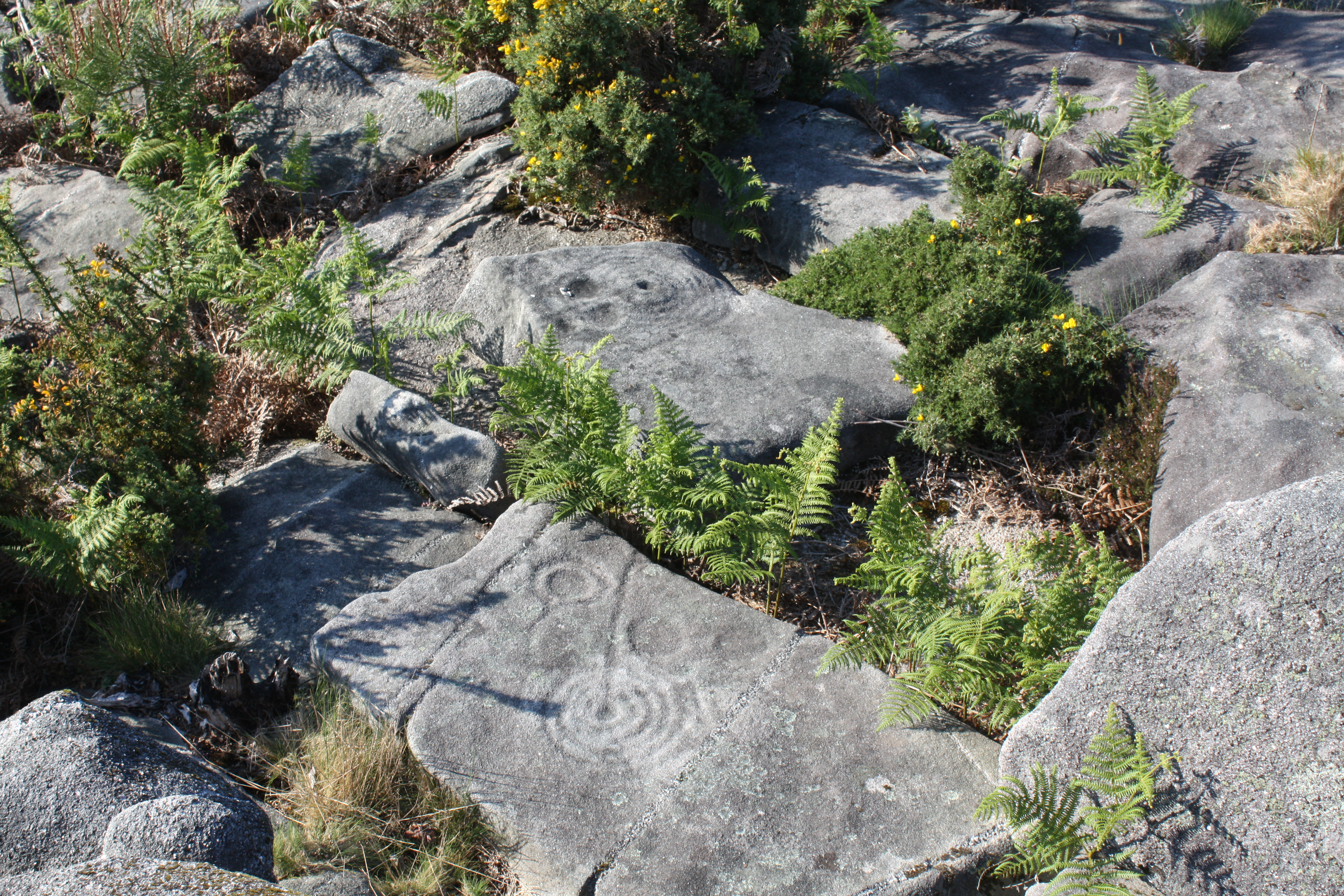
Poio, Samieira, petróglifo do Outeiro da Tartaruga.
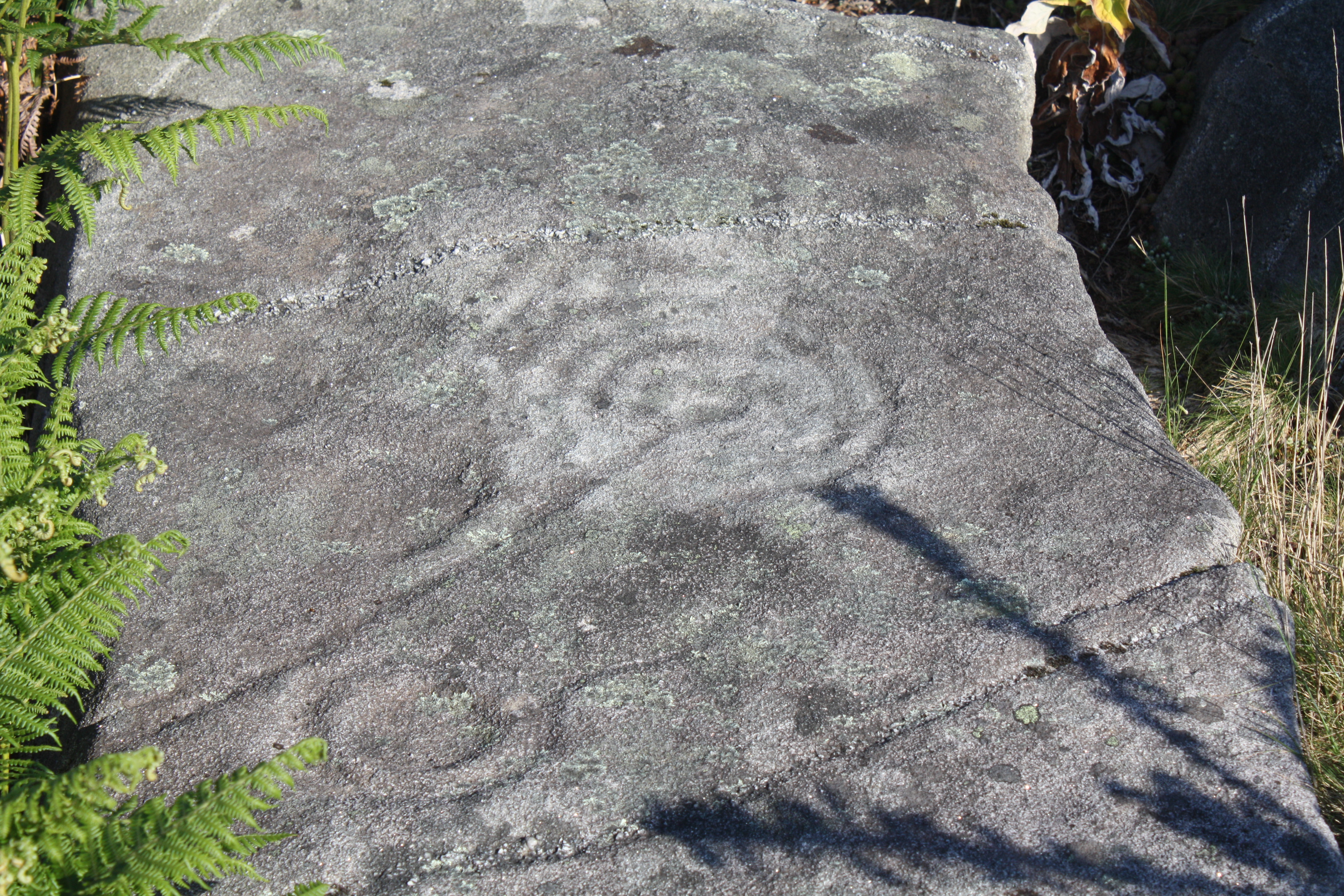
Poio, Samieira, petróglifo do Outeiro da Tartaruga.
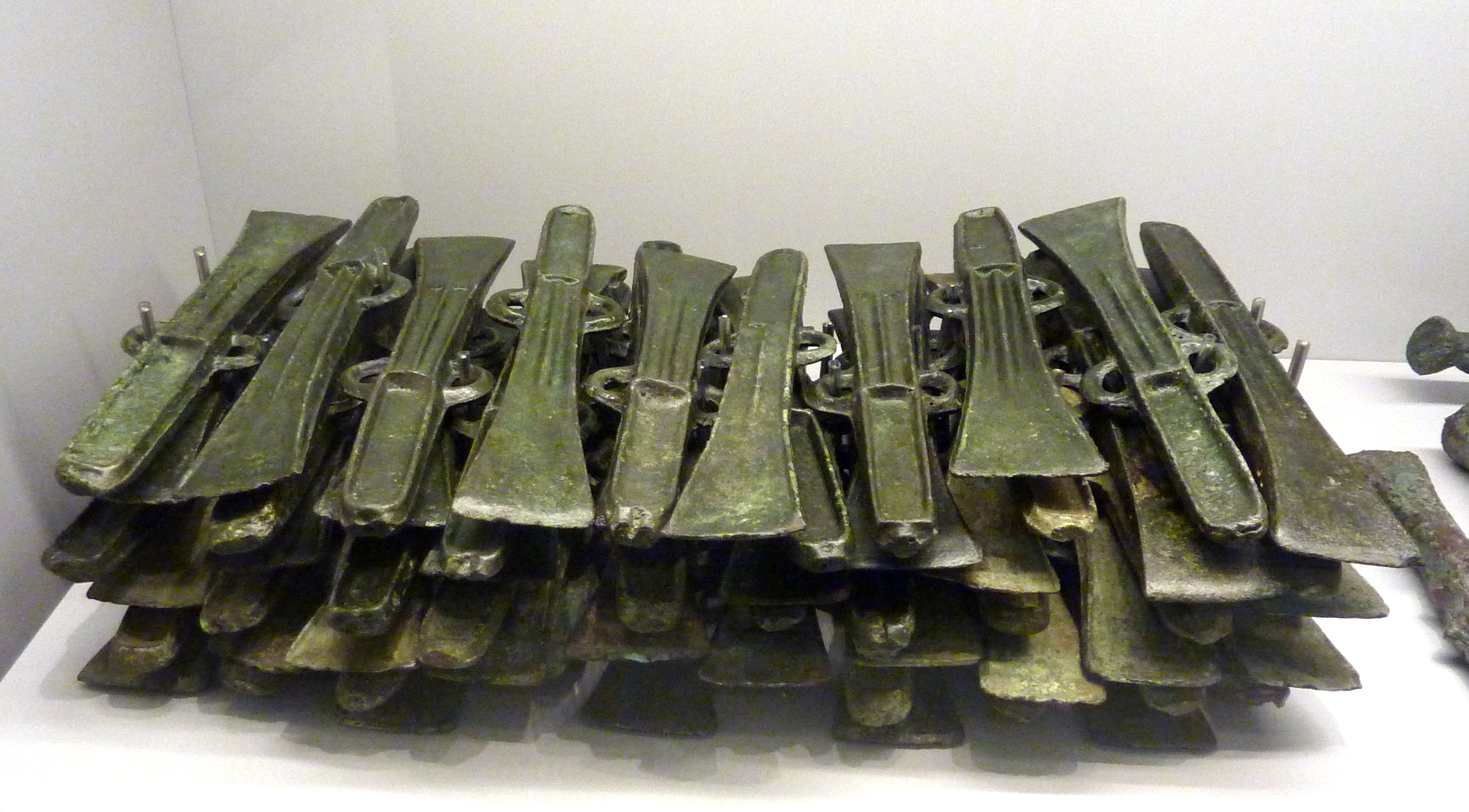
Depósito da Samieira.